# ФК Енисей (Красноярск)
ФК „Енисей“ е футболен отбор от гр. Красноярск, Русия. Основан е през 1937 г. под името „Локомотив“. През годините отборът се казва „Рассвет“, „Автомобилист“, „Металург“ и „Металург-Енисей“.

## История
В началото на съществуването си отборът играе само в регионални първенства. През 1960-те години играе в Клас Б на СССР. След разпадането на СССР участва в 1 дивизия през 1992 и 1993 г. През 1995 г. става шампион на 2 дивизия, зона Изток и се връща в Първа Дивизия. На следващия сезон „Металург“ отново изпада и се връща в 1 дивизия през 1999 г. През 2001 г. отборът заема 9 място. След изпадането си през 2002 г. играе във 2 дивизия, с изключение на сезон 2006, когато „Металург“ отново играе в 1-ва. През 2010 г. отборът печели 2 дивизия и отново играе в 1 дивизия под името „Енисей“. В сезон 2011/12 отборът завършва на 10 място.

## Известни футболисти
- Роман Шаронов
- Сергей Чепчугов
- Олег Романцев
- Владимир Татарчук

## Български футболисти
- Росен Колев: 2016/17 - (14 мача - 0 гола)
- Петър Занев: 2018/19 - (16 мача - 1 гол)